# Bábel Balázs
Bábel Balázs (Gyón, 1950. október 18. –) magyar római katolikus pap, kalocsa-kecskeméti érsek.

## Pályafutása
1950. október 18-án született Gyónon. Unokatestvére volt Bábel István, a budapesti Pléhcsárda alapítója.
Középiskolai tanulmányait a kecskeméti Piarista Gimnáziumban végezte. 1969-ben felvételt nyert a Váci egyházmegye papnövendékei közé. Teológiai tanulmányait az egri szemináriumban kezdte meg, és a budapesti Hittudományi Akadémia hallgatójaként fejezte be. 1976. június 19-én Endrey Mihály püspök szentelte pappá Vácott.
Első kápláni állomáshelye Valkó volt 1978-ig. Káplánként szolgált 1978–80 között Tápiószecsőn és Tóalmáson; 1980-től 1984-ig Budapest-Pestújhelyen; 1984–90 között Budapest-Pacsirtatelepen.
1981-től a Regnum Marianum papi közösség tagja.
1983-ban teológiai doktorátust szerzett Budapesten.
1990-től a budapesti Központi Szeminárium prefektusa, 1992-től spirituálisa. Prefektusi kinevezésétől kezdődően előadó tanár a Pázmány Péter Katolikus Egyetem Hittudományi Karának nappali és levelező tagozatán, valamint a Kalazantinumban. 1997-től a váci Borromeo Szent Károly Papnevelő Intézet rektora és az Egri Hittudományi Főiskola Levelező Tagozatának igazgatója.
1997-ben II. János Pál pápa pápai kápláni cím adományozásával ismerte el szolgálatát.

### Püspöki pályafutása
1999. február 24-től a Kalocsa-Kecskeméti főegyházmegye koadjutor érseke. 1999. április 10-én nyerte el a püspökké szentelés kegyelmét, Kalocsán. 1999. április 29-től a Kalocsa-Kecskeméti főegyházmegye általános helynöke.
1999. június 25-től kalocsa-kecskeméti érsek. 1999. augusztus 15-én vette át az érseki palliumot Kalocsán. Jelmondata: Pro regno Dei – Az Isten országáért.
A Magyar Katolikus Püspöki Karban (MKPK) az Országos Egyházművészeti és Műemléki Tanács elnöke volt 2006-ig, az Ökumenikus Bizottság elnöke, a Kultúra és Tömegtájékoztatás Bizottságának tagja, 2006-tól elnöke, 2006-tól 2015-ig az MKPK Állandó Tanácsának tagja. 2007-től az MKPK Világiak Bizottsága és Országos Lelkipásztori Bizottság tagja, 2011-től az MKPK Hittani Bizottságának (Ökumenikus Bizottság) tagja.
A 21. század elején 4 milliárd forintos állami támogatással felújították a kalocsai főszékesegyházat, a harangokat és restaurálták a képeket; feltárták a Szent István-kori és a gótikus elődépítményeket. Helyreállították az érseki palota leromlott állapotú részeit és tetőzetét, valamint rendezték a könyvtárat és levéltárat. Az egykori jószágkormányzóságot kívülről felújították, illetve Astriceum néven érseki múzeumot és látogatóközpontot hoztak létre. További 1,2 milliárd forintos támogatást kapott a főegyházmegye a kecskeméti nagytemplomra.
Bár korábban is előfordult néhány eset, 2024-ben számos szexuális visszaéléssel kapcsolatos bejelentés érkezett a főegyházmegyéhez, melyek alapján vizsgálatokat indított; egyes, kiskorúakat érintő ügyekben rendőrségi feljelentés is történt. Ugyanebben az időszakban került napvilágra Bese Gergő dunavecsei plébános ügye, aki ellen azért indult egyházi vizsgálat, mert kettős életet élhetett, homoszexuális kapcsolatokat tartott fenn és orgiákra járt.

## Publikációk
- Az Isten országáért. Beszédek, interjúk, írások; Antológia, Lakitelek, 2004 (Hazai műhely könyvek)
- Isten országútján, 2005, Elmer István beszélgetése Bábel Balázs kalocsai érsekkel. Szent István Társulat, Budapest, 2005
- Pro regno Dei 2008, Bábel Balázzsal beszélget Dvorszky Hedvig, Kairosz, Budapest
- Régit és újat 2008, Beszédek, írások, interjúk; Remény, Pozsony
- A szó erejével. Budapest, Pécs, Csíksomlyó; Antológia, Lakitelek, 2009
- A szó ünnepe 2009, 100 szép magyar vers. Dr. Bábel Balázs kalocsa-kecskeméti érsek, metropolita verses vallomása; Farkas Galéria Bt., Kecskemét (Porta könyvek)
- Hit, erkölcs, történelem 2010, Farkas Galéria Bt., Kecskemét (Porta könyvek)
- Két, Istennel beszélő ember 2010
- Magyar zsoltárok. 150 örök érvényű vers. Bábel Balázs kalocsa-kecskeméti érsek, metropolita verses vallomása; 2. bőv. kiad.; Farkas Galéria Bt., Kecskemét, 2010
- Szolgálat Isten országáért. Válogatott beszélgetések, 2012
- A hit erejével. Dr. Bábel Balázs metropolita, Kalocsa-kecskeméti Főegyházmegye érseke 2012 októbere és 2013 februárja között elhangzott beszédeiből szerkesztett válogatás; szerk. Koloh Elek; Farkas Galéria Bt.–Wojtyla Ház Nonprofit Kft., Kecskemét, 2013 (Kecskeméti Wojtyla Ház karitasz könyvek)
- A hit kegyelmét kérve, 2014, Dr. Bábel Balázs metropolita, Kalocsa-Kecskemét érseke 2013 augusztusa és 2014 márciusa között elhangzott beszédeiből szerkesztett válogatás; szerk. Koloh Elek; Farkas Galéria Bt.–Wojtyla Ház Nonprofit Kft., Kecskemét (Kecskeméti Wojtyla Ház karitasz könyvek)
- Mindig úton vagyunk, 2015, Bábel Balázs metropolita, Kalocsa-Kecskemét érseke 2014 májusa és 2015 júniusa között elhangzott beszédeiből szerkesztett válogatás; szerk. Koloh Elek; Farkas Galéria Bt.–Wojtyla Ház Nonprofit Kft., Kecskemét (Kecskeméti Wojtyla Ház karitasz könyvek)
- Az irgalmasság útján, 2016
- Asztrik érsek örökségében. Dr. Bábel Balázs metropolita, Kalocsa-Kecskemét érseke 2016 júniusa és 2017 áprilisa között elhangzott beszédeiből szerkesztett válogatás; szerk. Koloh Erik; Farkas Galéria Bt.–Wojtyla Ház Nonprofit Kft., 2017, Kecskemét (Kecskeméti Wojtyla Ház karitasz könyvek)
- Mátyás király egyházpolitikája és vallásossága, 2018
- Imádkozzunk egymásért, 2018

## További könyvek
- Asztrik nyomában, Az ezredforduló évei a kalocsa-kecskeméti metropoliták vallomásainak tükrében. Beszélgetések dr. Dankó László érsek-püspökkel és dr. Bábel Balázs metropolita érsekkel; interjúk, szövegrészek vál., Farkas P. József; Porta Egyesület, Kecskemét, 2006 (Porta könyvek)
- Példaképeket a nemzet megújulásáért!; Szent István Társulat, Bp., 2006 (Haza a magasban)
- Hét szó a kereszten. Bábel Balázs, Kerényi Lajos, Jelenits István, Barsi Balázs, Czakó Gábor, Frenyó Zoltán, Prohászka Ottokár írásai; szerk. Frenyó Zoltán; Szent Gellért Kiadó, Bp., 2010
- Hét szó a kereszten. Bábel Balázs, Kerényi Lajos, Jelenits István, Barsi Balázs, Czakó Gábor, Frenyó Zoltán, Prohászka Ottokár írásai; 2. jav. kiad.; szerk. Frenyó Zoltán; Szent Gellért Kiadó, Bp., 2013
- Hiszem a Hitvallásunkat. Elhangzott a Pázmány Péter Katolikus Egyetemen, a Szent István Társulat „Társulati esték” előadássorozata keretében, 2013. április 29-én; Szent István Társulat, Bp., 2013

## Elismerései
- Dabas díszpolgára (2002)[6]
- Bács-Kiskun Megyéért Díj (2002)
- Pro Patria díj (2007)
- Márton Áron díj (2008)
- Mindszenty Emlékérem(2009)
- Kalocsa Városáért díj (2010)
- A Magyar Köztársasági Érdemrend középkeresztje (2010)
- Baja díszpolgára (2018)
- Parma fidei – Hit Pajzsa-díj (2025)[7]